# Giuseppe Govone (éditeur)
Pour les articles homonymes, voir Giuseppe Govone.
Giuseppe Govone (né le 2 septembre 1885 à Menaggio et mort le 27 août 1948 à Milan) était un comte italien, qui vivait à Menaggio, près du lac de Côme dans la province de Côme en Lombardie, avant de s'installer en France, où il devint éditeur d'art. 

## Biographie
Arrière-petit-fils du général Giuseppe Govone (1825-1872), ami de Gabriele D'Annunzio, dont il a été l'un des légionnaires, Giuseppe Govone fonde en France, dans les années 1920, les Éditions Govone. Il publie des ouvrages d'écrivains tels que Baudelaire, Maupassant, Montherlant, dans de luxueuses éditions, illustrées d'œuvres de son épouse, l'artiste autrichienne Mariette Lydis, dont il avait fait la connaissance à Paris en 1928 et qui devient son épouse en 1934.
Son ami, Armand Godoy, collectionneur de Baudelaire, lui prêtera des autographes pour compléter l'illustration des Fleurs du mal, éditées en 1928.
Il fonde avec un ami italien Alberto Tallone ancien élève de Darantière, les Presses de l'Hôtel de Sagonne, où est situé l'atelier.  Erica Marx, fille du riche collectionneur Anglais Hermann Marx, a été une de ses apprenties éditrices.
Giuseppe Govone meurt à Milan en 1948. Il est enterré dans la sépulture familiale au cimetière de Menaggio,

## Sources
- Correspondance Massimo Bontempelli/Mariette Lydis au Getty Center.
- Site consacré à Comtesse Govone [1]